# A4 (motorväg, Italien)
A4 eller Serenissima är en motorväg i Italien som går mellan Turin och Trieste via Milano och Venedig. Motorvägen är 525 km lång och går igenom regionerna Piemonte, Lombardiet, Veneto och Friuli-Venezia Giulia.
Staden Venedig (eller snarare, Mestre som är det fastland som är en del av Venedig) bildade ursprungligen en flaskhals på A4, men är nu löst med Passante di Mestre (den gamla vägen genom Mestre numrerades A57). A4 passerar genom staden Milano, där det är avgiftsfritt. På grund av de olika företag som hanterar olika delar av motorvägen, bildar motorvägen fem delar: Turin - Milano, Milano - Brescia, Brescia - Padua, Padua - Venedig och Venedig - Trieste. Eftersom motorvägen går genom hela Pianura Padana, som är ett tätt befolkat och högt industrialiserat område, är A4 en av de mest trafikerade motorvägarna i Italien. Sträckan mellan Milano Est tullen och Bergamo är en åtta-filig motorväg sedan den 30 september 2007. Sträckan från Venedig till Trieste är fortfarande en fyrfilig motorväg, men det är planerat att uppgradera denna sträcka av motorvägen till sexfilig. A4:an är en del av europavägarna E55, E64 och E70.